# 요리차원
요리차원(중국어: 料理次元)은 중국에서 개발한 모바일 게임이다. 각종 "요리"를 캐릭터로 의인화한 수집형 RPG 게임이다. 한국은 플레로게임즈(flerogames)가 퍼블리싱(publishing)하고 있었으며 CBT와 오픈 당시 많은 비판을 받고 이슈가 되었으며 몇 주에 걸쳐 개선 중이었으나 결국 2019년 3월 4일 한국서버를 닫게 되었다.
장애인계는 무조건 걸러야 하는 게임이다. 내잘못과 문제점만 더 벌리고 시간낭비만 된다. 
섭종했으니 장애인의 건강함을 위해서 챙긴 잘된 게임 